# Hunanlar
Hunanlar è un comune dell'Azerbaigian situato nel distretto di Tovuz. Conta una popolazione di 1 674 abitanti.